# Операция «Кольцо» (1943)
Опера́ция «Кольцо́» — фронтовая военная операция войск Донского фронта в ходе Великой Отечественной войны, проводившаяся  10 января—2 февраля 1943 года по уничтожению окружённой в районе Сталинграда немецкой группировки; заключительная часть Сталинградской битвы.

## Военно-оперативная ситуация
23 ноября 1942 года в районе Калача сомкнулись клещи окружения вокруг 6-й армии Вермахта.
Несмотря на неудачу операции по спасению окружённой сталинградской группировки, немецкое командование решило удерживать район Сталинграда во что бы то ни стало, чтобы сковать советские войска и дать возможность своим войскам отступить с Северного Кавказа на Ростов.
Немецкие войска к 10 января 1943 года насчитывали 250 тысяч солдат, 4130 орудий и миномётов, 300 танков, 100 самолётов.
Ликвидировать сталинградскую группировку было поручено Донскому фронту, который насчитывал к началу операции 282 тысяч человек, 6860 орудий и миномётов, 1656 установок реактивной артиллерии, 257 танков и 300 самолётов.
План операции «Кольцо» предусматривал нанесение удара сначала с западного направления, а затем — с южного, с последующим рассечением оставшихся войск надвое и уничтожением их по частям.

## Ход операции

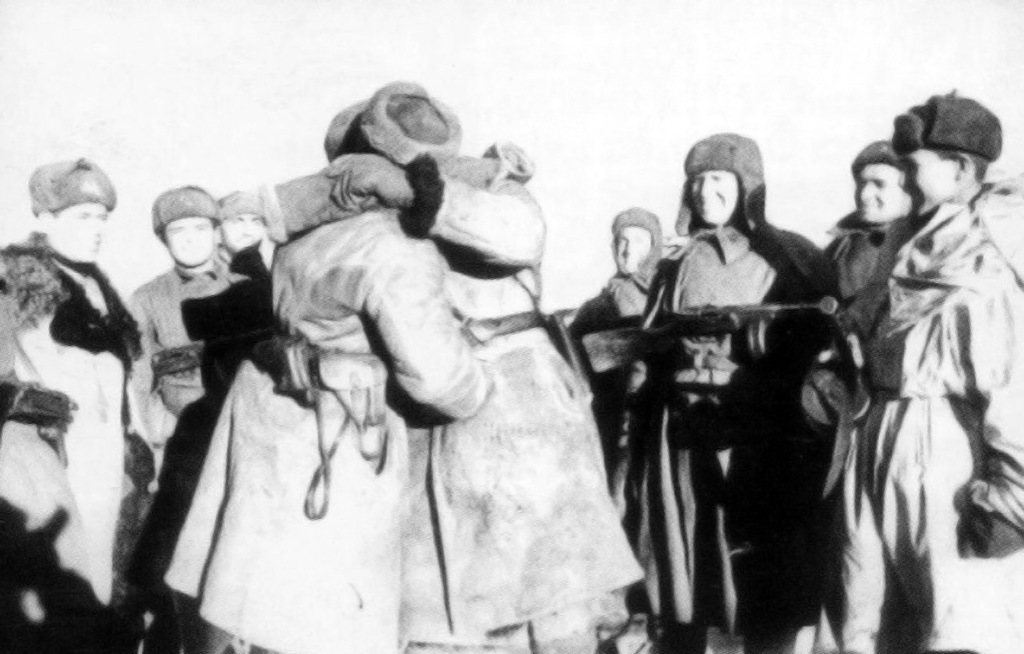
Встреча бойцов 21-й и 62-й армии на северо-западных склонах Мамаева кургана. 26.01.1943 г.

Утром 10 января 1943 года после мощного артиллерийского и авиационного удара советские войска атаковали оборонительные немецкие позиции. Танки и пехота противника предпринимали контратаки, поддержанные сильным огнём артиллерии. Хотя в целом немецкие войска оказывали ожесточённое сопротивление, они не смогли сдержать советское наступление. Начался постепенный отход войск к Сталинграду. Разрезать кольцо окружения надвое советским войскам не удалось. К вечеру 16 января было взято 6896 пленных.
По свидетельству Ф. Паулюса, к 17 января территория обороняемого района уменьшилась наполовину. Если в первые 10 дней советского наступления войска оборонялись, хотя и с огромными трудностями, но более — менее планомерно, то с 19-20 января начало сказываться бедственное положение войск: отсутствие снабжения боеприпасами, огромное количество раненых (свыше 16 000 человек) без возможности ухода за ними, голод и повальные обморожения, отсутствие оборонительных рубежей. В войсках стали нарастать признаки разложения. Главный аэродром окруженной армии Питомник был потерян 15 января, два оставшиеся запасных небольших аэродрома — к 24 января.
Давление советских войск только нарастало, хотя и они испытывали большие трудности зимнего наступления в полностью разорённой местности. 25 января 21-я армия ворвалась в Сталинград с запада. С востока атаковала 62-я армия. 26 января они соединились в районе Мамаева кургана. В этот день 6-я немецкая армия была расчленена на северную и южную группировки. 29 января южная группировка была разрезана ещё надвое. Бои в городе продолжались несколько дней, но организованное сопротивление противника стало превращаться в очаговое, всё больше и больше немецких и румынских частей стали сдаваться в плен вопреки приказам командования. Паулюс несколько раз обращался к Гитлеру и в ОКХ с докладами о катастрофическом положении своих войск и с просьбами разрешить капитуляцию, но получал в ответ приказы держаться и обещания помощи. 31 января Паулюс был произведён в генерал-фельдмаршалы, накануне командир 8-го армейского корпуса Вальтер Гейтц — в генерал-полковники, получили повышения в званиях ещё некоторые генералы. Но ситуация уже вышла из-под их контроля.
31 января южная группировка во главе с генерал-фельдмаршалом Ф. Паулюсом сдалась в плен. С 17 января по 1 февраля в советский плен попали уже 39 104 немецких и румынских военнослужащих.
2 февраля капитулировала и северная группировка. За 1 и 2 февраля капитулировали 45 000 человек. Операция «Кольцо» закончилась.

## Итоги

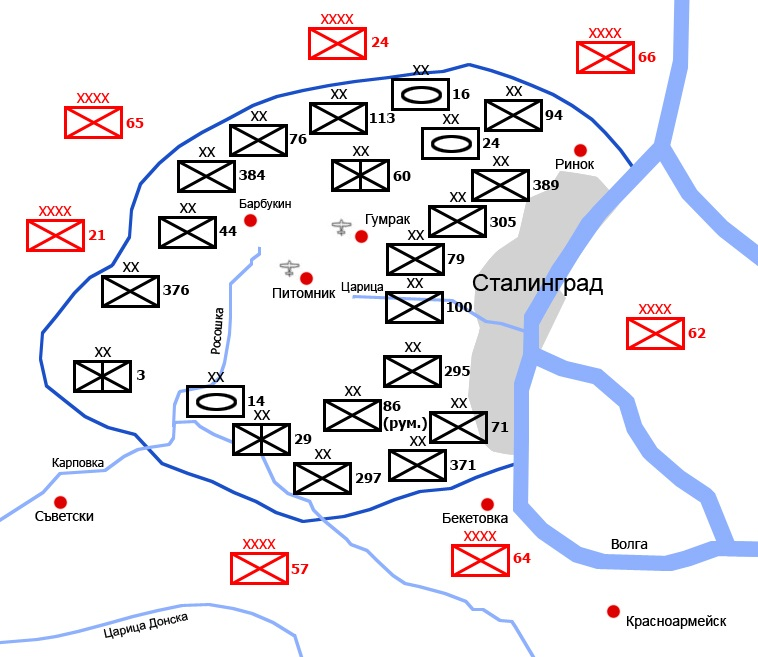
Силы сторон перед сражением

Немцы потеряли около 140 тыс. человек убитыми, 91 545 человек сдались в плен. Около 6000 человек были эвакуированы по воздуху. Любопытно, что пытавшихся скрыться немцев вылавливали в Сталинграде и окрестностях ещё несколько дней после общей капитуляции, последний такой пленный арестован 22 февраля (с 3 по 22 февраля их оказалось 545 человек).
Отношение советских солдат, несмотря ни на что, к пленным было гуманно, о чём свидетельствуют Ф. Паулюс и К. К. Рокоссовский.

Большое количество личного состава вследствие перенапряжений и истощения от боев, холода и голодания находилось на грани смерти. Многие из-за недостаточной сопротивляемости организма подверглись впоследствии заболеваниям, хотя врачи и командование Красной Армии делали все, что было в человеческих возможностях, чтобы сохранить жизнь пленных.
— Ф. Паулюс

Отношение к военнопленным со стороны бойцов и командиров Красной Армии было поистине гуманным, я бы сказал больше — благородным. И это невзирая на то, что нам всем было известно, как бесчеловечно относились фашисты к нашим людям, оказавшимся в плену.
— К. К. Рокоссовский
После войны тема немецких пленных в Сталинграде стала предметом для исторических фальсификаций и политических спекуляций. Советский Союз обвинялся в организации массовой смертности немецких военнопленных, из 91 тысячи сталинградских пленных плен пережили якобы не более 5000 человек. Фактически после двух с половиной месяцев борьбы в окружении на полуголодном пайке (а в последние дни обороны продовольственное снабжение окруженных полностью прекратилось) и с начавшимися эпидемиями сыпного тифа и других болезней более половины пленных оказались больными, также несколько тысяч попали в плен ранеными. Их смертность была существенной. Из размещённой в районе Бекетовки 91 тысячи немецких военнопленных умерло к 10 июня 1943 года 27 078 человек (29,7 %). Такой уровень смертности был сочтён советским руководством совершенно недопустимым, в связи с чем в марте 1943 года в Бекетовку была направлена из Москвы чрезвычайная комиссия, принявшая срочные меры для максимального вывоза здоровых военнопленных в более благополучные в плане снабжения регионы, а для остающихся больных и раненых были созданы сразу семь госпиталей, улучшено продовольственное обеспечение (на первое время продукты для пленных немцев были изъяты с продскладов войск НКВД в Поволжье).
Потери советских войск Донского фронта за период с 1 января по 15 февраля 1943 года составили: безвозвратные потери — 25 727 человек (23 488 человек убитыми и умершими на этапах санитарной эвакуации, 1404 пропавших без вести, 835 человек небоевых потерь), санитарные — 78 240 человек (68 838 раненых и контуженных, 8614 заболевших, 788 человек обмороженных). С учетом того, что с 1 по 9 января и с 2 по 15 февраля 1943 года войска Донского фронта активных боевых действий не вели, практически все эти потери пришлись на период операции «Кольцо».
Операцией «Кольцо» закончилась Сталинградская битва.

## Комментарии
1. ↑  Обычно в исторической литературе советского периода указывается заниженная численность войск Донского фронта в 212 000 человек, реально существовавшая по состоянию на 1 января 1943 года. Однако в период с 1 по 10 января во фронт поступило большое количество артиллерийских частей и частей усиления, в подчинение фронту передан ряд дивизий, а также на фронт прибыло около 20 000 человек маршевого пополнения.
2. ↑  Без учёта реактивной артиллерии и зенитной артиллерии.
3. ↑  Без учёта ночных бомбардировщиков.